# 김영현 (소설가)
김영현(1955년 ~ 2025년 5월 9일)은 대한민국의 소설가이다.

## 생애
경남 창녕에서 출생하였고, 서울대 철학과를 졸업하였다. 1984년 《창작과 비평》에 〈깊은 강은 멀리 흐른다〉를 발표하여 등단하였다. 주요 작품으로 《멀고 먼 해후》,《달맞이꽃》, 《엄마의 발톱》,《그리고 아무 말도 하지 않았다》,《폭설》 등이 있다. 실천문학사 대표를 역임하였다. 억압받는 현실에 대한 생생한 기록과 고통스런 삶의 현실을 그려내는 작가이다.